# 空蝉 (志方あきこの曲)
「空蝉」（うつせみ）は志方あきこの5枚目のシングル。2011年8月24日にフロンティアワークスから発売された。

## 概要
ジャケットのデザインでは「空蟬」と、「蝉」が正字のようになっている。
表題曲である「空蝉」はテレビアニメ『いつか天魔の黒ウサギ』のエンディングテーマの1つとして使用された。収録曲の「Lost Children」は映画『メサイア』の主題歌として使用された。
初回生産分のみ、アニメ描き下ろしイラスト版アナザージャケットが封入された。

## 収録曲
1. 空蝉 [4:44]
作詞：天野月、作曲・編曲：志方あきこ
  - 「いつか天魔の黒ウサギ」EDテーマ
2. LOST CHILDREN [4:32]
作詞：天野月、作曲・編曲：志方あきこ
  - 映画「Messiah（メサイア）」主題歌
3. 空蝉 - instrumental ver. - [4:44]
4. LOST CHILDREN - instrumental ver. - [4:28]